# Licuala bracteata
Licuala bracteata är en enhjärtbladig växtart som beskrevs av François Gagnepain. Licuala bracteata ingår i släktet Licuala och familjen Arecaceae. Inga underarter finns listade i Catalogue of Life.